# Бурцева, Клавдия Васильевна
Клавдия Васильевна Бурцева (1919—2017) — советский и российский работник здравоохранения, кандидат медицинских наук.

## Биография
Родилась 4 апреля 1919 года в селе Елань-Колено Воронежской губернии (ныне Новохоперский район Воронежской области) в крестьянской семье.
В 1934 году поступила на рабфак Воронежского медицинского института (ныне Воронежский государственный медицинский университет). В 1940 году, после окончания лечебного факультета вуза, работала участковым врачом-педиатром. Великая Отечественная война застала Клавдию в Виннице, где проходил военную службу её муж, а она работала в местной клинической детской больнице. Была эвакуирована сначала в Воронеж, затем в Удмуртию, где работала в эвакогоспитале и возглавляла хирургическое отделение.
После освобождения Воронежской области, Бурцева приехала в Новохопёрск и работала в больнице. В декабре 1944 Клавдия Бурцева, оставив детей дома, отправилась на фронт, к мужу, в расположение 30-й стрелковой Киевско-Житомирской дивизии. Служила в медсанбате, вместе они встретили Победу. В 1946 году они вернулись в Воронеж.
Будучи хирургом в областной клинической больнице, Клавдия Васильевна одновременно занималась общественной и партийной работой, а также наукой. В 1954 году она защитила кандидатскую диссертацию на тему «Тканевая терапия язвенной болезни желудка и двенадцатиперстной кишки». В этом же году была направлена в новообразованную Липецкую область для организации областного здравоохранения. Работала на посту заведующей облздравотдела, заложив основы многих специализированных служб и лечебных учреждений области. С 1959 по 1979 год руководила Липецкой областной больницей. Занималась педагогической деятельностью в Воронежском мединституте. В 1979 году вышла на пенсию.
К пятидесятилетию Липецкой области К. В. Бурцева выпустила книгу об истории областного здравоохранения «Люди в белых халатах».
Занималась созданием музея региональной медицины, который открыла в Липецком медицинском колледже в 2014 году.
Умерла 6 мая 2017 года в Липецке. Была похоронена на Евдокиевском кладбище города.

## Заслуги
- Награждена орденами «Знак Почета» (1958) и Трудового Красного Знамени (1976), а также медалями, в том числе юбилейной медалью «Во славу Липецкой области» (2013).
- Удостоена звания «Заслуженный врач РСФСР» (1964).
- В 2003 году удостоена премии им. И. А. Бунина за работу над «Липецкой энциклопедией» (написано более 120 статей).
- Почётный гражданин Липецкой области (2004).